# Der fröhliche Weinberg (film 1952)
Der fröhliche Weinberg è un film del 1952 diretto da Erich Engel.

## Produzione
Il film fu prodotto dalla Magna Film Produktion di Amburgo. Le riprese durarono dal 16 agosto al 10 ottobre 1952.

## Distribuzione
Distribuito dalla Deutsche London-Film Verleih, uscì nelle sale cinematografiche tedesche il 25 novembre 1952.